# Херасков Михайло Матвійович
Миха́йло Матві́йович Хераско́в (25 жовтня (5 листопада) 1733, Переяслав — 27 вересня (9 жовтня) 1807, Москва) — російський поет, письменник і драматург епохи Просвітництва. За батьковою лінією походив із волоського боярського роду Хереску. Найбільшу славу здобув завдяки написанню величезної за обсягом епічної поеми «Россіяда» (1771—1779). Діяч російського масонства, співвласник підмосковної садиби Очаково. Із 1756 року перебував на службі в Московському університеті, його директор (1763—1770) і куратор (1778—1802). Засновник Московського університетського пансіону. Член Вільного російського зібрання, засновник перших московських театрів. Видавець літературно-просвітницьких журналів «Корисне звеселяння» (1760—1762) і «Вільні часи» (1763), наприкінці життя співпрацював із журналом «Вісник Європи». Член Академії Російської з часу її заснування (1783), кавалер ордену Святого Володимира II ступеня (1786). Завершив кар'єру в чині дійсного таємного радника (1802), 1799 року був нагороджений орденом Святої Анни I ступеня.
В історії російської літератури залишився як останній представник класицизму XVIII століття, в творчості якого намітився поворот до сентименталізму. Паралельно з великими епічними поемами («Чесмеська битва», «Володимир Відроджений», «Бахаріана»), він створював дидактичні романи («Нума, або Процвітаючий Рим Процветающий Рим», «Кадм і Гармонія», «Полідор, син Кадма та Гармонії»). Пік визнання громадськістю Хераскова припав на 1790-ті роки, тоді ж почалось видання його «Витворів» у 12 частинах (1796—1803), однак вже в 1820-х роках почалась критична переоцінка його творчих здобутків. Традиція російської епопеї, закладена Херасковим, помітно вплинула на літературу аж до початку 1840-х років, відтак його забули, його твори рідко та нерегулярно перевидавали в «навчально-хрестоматійному порядку». Єдине в XX столітті більш-менш показне перевидання його поетичних і драматургічних текстів побачило світ 1961 року у великій серії «Бібліотеки поета».

## Біографічні дані
Був директором Московського університету (1763—1770), його попечителем (1778—1802).
Був видавцем журналів «Полезное увеселение» (1760—1762), «Сводобные часы» (17630, «Утренний свет» (1777—1780, разом із М. Новиковим).

## Творчість
Друкуватися почав 1775. Писав поеми, трагедії, комедії, «слізні драми», повчальні повісті та байки, оди.
Епічна поема Хераскова «Россіяда» (1779), в якій оспівано покорення Казанського царства Іваном Грозним, була зразком класицистичного стилю.
Рус. прозаїк і драматург, найбільший представник рос. класицизму.
Однією з ранніх утопій в літературі став роман Хераскова «Нума, або Процвітаючий Рим» (1768), де історич. Рим виступає лише як псевдонім острова Утопія, в образі ідеального правителя — обраного народом мудрого хлібороба Нуми Помпілія — даються недвозначні рекомендації російській імператриці (обмежені рамками освіченого абсолютизму, але тим не менш розумні навіть за сьогоднішніми мірками): справжня слава правителя «не завжди зброєю набувається; звитяжні лаври часто кровію вірних синів вітчизни оплачені бувають; торжествуючі вигуки переможців не рідко криком вдів і сиріт проводжають». Моральні сентенції Херасков продовжив у повістях — «Кадм і Гармонія Древнє оповідь» (1786) і «Полідор, син Кадма і Гармонії» (1794), в яких, однак, посилюються песимістичні настрої у зв'язку з крахом надій ліберального дворянства на «освіченість» Катерини II.